# Востросаблин, Александр Павлович
 Алекса́ндр Па́влович Востроса́блин  (17 [29] августа 1857 — 8 сентября 1921) — русский военачальник, генерал-лейтенант. После Октябрьской революции 1917 года перешёл на сторону Советской власти.

## Биография
Из дворян. Окончил Александровское военное училище (1877), служил в Керченской крепостной артиллерии, был командиром Очаковской (1905—1907) и Севастопольской крепостной артиллерии (1907—1910). С 1910 года — комендант крепости Кушка. В 1914 году получил звание генерал-лейтенанта.
Осенью 1917 года Востросаблин получил приказ получить и надёжно спрятать до особого распоряжения в крепости Кушка золотовалютный фонд военного управления Закаспийской области, которое находилось в Асхабаде, что и было им в точности исполнено.
После Октябрьской революции 1917 года перешёл на сторону советской власти. В июле — августе 1918 года был избран председателем военного совета крепости. Малочисленный гарнизон крепости Кушка под командованием Востросаблина разгромил белогвардейский ашхабадский отряд, осадивший крепость 17 августа 1918 года, и не отдал в руки врага большие запасы артиллерийских снарядов, винтовочных патронов, ручных гранат, пулемётов, винтовок и артиллерийских орудий. По предложению штаба Туркфронта, Востросаблин с последним эвакуационным эшелоном выехал из Кушки в Ташкент.
С ноября 1918 по 1919 год командовал курсами красных командиров в Ташкенте.
После подавления январского восстания К. П. Осипова в Ташкенте Востросаблин был избран членом Реввоенсовета Туркестанской республики.
За боевые заслуги Востросаблин в 1921 был награждён орденом Красного Знамени. В некоторых публикациях утверждается, что в 1920 или 1921 году Востросаблина выбросили из поезда на полном ходу, и впоследствии он скончался от полученных травм. Согласно некрологу, опубликованному в «Красноармейской газете» 11 сентября 1921 года, «тяжелая болезнь свалила с ног старика, и уже в постели была вручена ему последняя высшая награда — орден Красного Знамени».
Александр Востросаблин похоронен в Ташкенте на Боткинском кладбище. По решению Ташкентского городского Совета депутатов трудящихся на его могиле, как выдающемуся деятелю революции и Гражданской войны, в 1961 году был воздвигнут памятник-обелиск.